# Atac a Melbourne de desembre de 2017
El 21 de desembre de 2017, al voltant de les 4.30 pm AEDT, un automòbil va atropellar diversos vianants a la cantonada de Flinders Street i Elizabeth Street a Melbourne, Victoria, Austràlia. Divuit víctimes van resultar ferides, alguna d'elles de gravetat, inclòs un home de 83 anys qui va morir el 29 de desembre a l'hospital. (El conductor va ser ferit també.)

## Incident
Segons els testimonis, el conductor va passar un semàfor en vermell i després va accelerar en una àrea amb un límit de velocitat de 40 km per hora (25 milles per hora) on va atropellar a diversos vianants. El seu vehicle va xocar finalment contra un pal al costat d'una parada de tramvia. Sortosament un oficial fora de servei de la policia de Victoria va aconseguir reduir ràpidament al sospitós.
El Comandant de Policia de Victoria, Russell Barrett va declarar que "arribats a aquest moment, creiem que es tracta d'un acte depravat i deliberat."

## Perpetrador
El conductor, Saeed Noori, de 32 anys, tenia antecedents per un delicte menor comes en 2010, amb un historial de consum de drogues i problemes de salut mental.Després de l'atac, va ser reduït en terra, emmanillat i arrestat per un oficial de policia fora de servei.Noori és un ciutadà australià d'ascendència afganesa. En un interrogatori informal, va fer unes declaracions en les que "va atribuir d'alguna manera els seus actes ... al maltractament contra els musulmans".
Va ser detingut sota sospita d'intent d'assassinat, i de conducta que posa en perill la vida. Es va afegir una acusació d'assassinat després de la mort d'una de les víctimes.

## Reaccions
El primer ministre australià Malcolm Turnbull va dir que Melbourne té "reptes molt especials", incloent carrers amples amb tramvies i amples voreres, que faciliten a un conductor el poder fer un atac d'aquest tipus. Seria impossible instal·lar bol·lards a cada punt vulnerable de la ciutat.
El Premier de Victoria, Daniel Andrews, va elogiar la ràpida actuació de l'oficial de policia fora de servei, afegint "que instintivament es va llençar en ajuda dels altres, protegint l'ordre públic i evitant potencialment una carnisseria més gran.